# تعرض شدید
تعرض شدید در برخی از حوزه‌های قضایی مبتنی بر کامن لا، بدترین نوع تعرض است. این جرم، یک جرم جنسی است و همپوشانی قابل‌توجهی با جرایمی دارد که به آن‌ها تعرض جنسی گفته می‌شود.

## انگلستان و ولز
تعرض شدید، جرمی بود که به طور گسترده در بخش‌های ۱۴ و ۱۵ مصوبه جرایم جنسی ۱۹۵۶، تعریف شده بود. در بخش۳ مصوبه جرایم جنسی ۲۰۰۳، این جرم با تعرض جنسی جایگزین شد. می‌توان جرایمی که پیش از لازم‌الاجرا شدن مصوبه جدید اتفاق افتاده‌اند را برپایهٔ بخش‌های ۱۴ و ۱۵ مصوبه سال ۱۹۵۶، مورد تعقیب قرار داد.
عنصر روانی و عنصر مادی جرم مشابه ضرب‌وجرح عمومی است، اما با یک عنصر اضافی به نام «شرایط شدید». این‌ها در صورتی اجرا می‌شوند که یک «فرد منطقی»، وقوع عمل شدید را مطابق هرچه متهم بدان باور دارد، باور کند.

## هند
در هند، تعریض شدید طبق بخش ۳۵۴ قانون کیفری هند مجازات می‌شود. متهم ممکن است تا دو سال حبس بکشد یا به جزای نقدی محکوم شود.

## استرالیا
در نیو ساوت ولز، جرم تعرض شدید طبق بخش 61L مصوبه جرایم ۱۹۰۰ مجازات می‌شود. عنصر روانی و عنصر مادی برای جرم تعرض در کامن لا یکسان هستند، تنها تفاوتشان این است که عمل ارتکابی باید مفهوم جنسی داشته باشد.